# Lakekun Utara
Lakekun Utara is een bestuurslaag in het regentschap Belu van de provincie Oost-Nusa Tenggara, Indonesië. Lakekun Utara telt 1670 inwoners (volkstelling 2010).